# Earl King
Earl King (* 7. Februar 1934 in New Orleans; † 17. April 2003 ebenda; eigentlicher Name Earl Silas Johnson IV) war ein amerikanischer Blues- und Rhythm-and-Blues-Sänger, Gitarrist sowie Songwriter. Aufgrund der Beteiligung an den Aufnahmen vieler Künstler und seiner vielen Kontakte gehörte er zum einflussreichen Kern der New Orleanser Rhythm-and-Blues-Szene.

## Karriere
Earl Silas Johnson IV war Sohn eines Bluespianisten und wuchs im Stadtviertel Irish Channel in New Orleans auf. Der Vater Earl Silas Johnson III, der mit Tuts Washington in einer Band spielte, verstarb früh. Die ersten musikalischen Erfahrungen machte Earl King mit Gospelmusik im Kirchenchor. In New Orleans hörte er aber auch Smiley Lewis in einer Bar spielen, worauf er begann, den Blues zu singen.
Der Pianist Huey „Piano“ Smith engagierte den jungen Sänger für seine Band und überredete ihn schließlich zur Gitarre. Bei der Arbeit in den renommierten Blues-Clubs der Stadt konnte Earl King auch das Gitarrenspiel von Guitar Slim studieren und sich dessen Stil aneignen. Im Unterricht bei Slim lernte er, das Gitarrensolo spezifisch auf den Song auszurichten und einen „psychologischen Ansatz“ beim Songwriting. Earl konnte seinen Mentor in dessen Band vertreten, als dieser eine Tour anlässlich seines Charterfolgs The Things That I Used to Do aufgrund eines Krankenhausaufenthalts nicht antreten konnte. Zu dieser Zeit kam auch Little Richard erstmals nach New Orleans, wo er Earl King hörte, und dessen großen Einfluss auf seinen Rock ’n’ Roll er später zu Protokoll gab.
1953 konnte Earl King für das Label Savoy Records mit Huey Smith am Piano und Lee Allen am Saxophon eine erste Single aufnehmen, die allerdings wenig Aufmerksamkeit erregte. Im nächsten Jahr spielte er für Specialty Records drei Singles ein. Neben dem regionalen Hit A Mother’s Love war vor allem die Namensänderung von Bedeutung: der Label-Chef Art Rupe hatte sich den Künstlernamen „King Earl“ ausgedacht, ein Mitarbeiter verdrehte allerdings beim Design der Plattenaufkleber die Worte, so dass Earl ab diesem Zeitpunkt nur noch als „Earl King“ veröffentlichte. Die Entwicklungsmöglichkeiten bei Specialty waren aber begrenzt, da Earl auf den Aufnahmen zu sehr Guitar Slim ähnelte, dessen Reputation und Unterstützung durch das Label mehr Aufmerksamkeit geschenkt wurde.
Specialtys Produzent und Talentscout Johnny Vincent gründete 1955 Ace Records und überredete Earl King, ihm zu folgen. Mit Those Lonely, Lonely Nights gelang Earl dort der nationale Durchbruch und erreichte den siebten Platz der R&B-Charts. Don Robey vom Texanischen Label Duke-Peacock übernahm trotz der bestehenden Konkurrenz zu Ace die Promotion und das Tour-Management zur Vermarktung von Earls erstem Erfolgshit. Dadurch wurde der Song ein vielgecoverter Standard. In den Charts musste sich die Originalversion sogleich gegen das Cover Johnny Guitar Watsons behaupten. Bei Ace veröffentlichte Earl King bis 1960 im Jahresrhythmus je eine Platte.
Mit dem Wechsel zu Imperial Records im Jahr 1960 verstärkte Earl King seine Aktivitäten im musikalischen Geschäft. In Zusammenarbeit mit den Produzenten Dave Bartholomew und Cosimo Matassa begann er, auch für andere Künstler zu komponieren, zu arrangieren und zu produzieren. Dabei betreute er für Imperial Huey Smith, Roland Stone und Jimmy Clanton, dessen Hit Just a Dream er schrieb. Zudem komponierte er Hum Diddy Doo und Teenage Love für Fats Domino sowie Do-Re-Mi für Lee Dorsey.
Earl Kings erste eigene Single auf Imperial war Come On (and Let The Good Time Roll), von dem es Versionen von Jimi Hendrix, Stevie Ray Vaughan, Fats Domino, Lee Dorsey und Dr. John gibt. 1962 sah Earl Kings neuen eigenen regionalen Hit Trick Bag, der zu einer inoffiziellen Erkennungsmelodie für die Stadt New Orleans wurde und den die Meters sowie Robert Palmer nachspielten. Im gleichen Jahr veröffentlichte Earl mit Always a First Time seinen zweiten Charthit, der in den R&B-Charts bis auf den 17. Platz rücken konnte. Ein geplanter Vertrag mit Motown Records scheiterte nur knapp.
Um die Karriere von Professor Longhair neu anzustoßen, schrieb Earl King 1964 dem Piano-Veteran das Lied Big Chief, eine Hommage an Earls Mutter. Mit dem Co-Autor Dr. John an der Gitarre sang und pfiff der Autor zwei Tonspuren als Vorlage für eine spätere Bearbeitung durch Professor Longhair. Das Provisorium wurde aber für so gut befunden, dass die Spuren unverändert auf dem Original-Tonträger erhalten blieben. Durch die gut gelaunte, gepfiffenen Melodie wurde das Lied zu einer Mardi-Gras-Hymne in New Orleans.
Nachdem Earl King seine Aktivitäten einige Jahre zurückgefahren hatte, nahm er im Studio von Allen Toussaint sein erstes Album mit dem Titel Street Parade auf, welches zeitnah nur in Großbritannien erschien. Dennoch wurde der Titelsong erneut zu einem Faschingsstandard. Dabei blieb es für lange Zeit abgesehen von einigen Kompositionen und Beteiligungen an Kompilationen.
Erst 1986 spielte er ein zweites Album namens Glazed für das Label Black Top Records ein. Bei den Aufnahmen wurde er von der Band Roomful of Blues begleitet. Das 1988 erschienene Album kam bei der Kritik gut an und wurde für einen Grammy nominiert. Earl King knüpfte an diesen Erfolg an, indem er 1990 das Album Sexual Thelepathy und 1993 das Album Hard River to Cross veröffentlichte. Beide Alben beinhalten mitunter Neueinspielungen alter Hits.
Trotz Beschwerden durch eine Zuckererkrankung tourte der Gitarrist die folgenden Jahre regelmäßig, weniger in seiner Heimat als im blues-begeisterten Japan. Am 17. April 2003 starb Earl King in einem New Orleanser Krankenhaus aufgrund Komplikationen mit seiner Krankheit. Er erhielt eine typisch kreolische Bestattung mit einer Straßenparade und Jazz-Marschmusik.

## Diskografie

### Alben
- 1972 – Street Parade
- 1988 – Glazed, Black Top Records
- 1990 – Sexual Telepathy, Black Top Records
- 1993 – Hard River to Cross, Black Top Records
- 1997 – New Orleans Street Talkin, Black Top Records

### Singles
- 1953 – Have You Gone Crazy / Beggin’ at Your Mercy, Savoy 1102 (als Earl Johnson)
- 1954 – A Mother’s Love / I’m Your Best Bet Baby, Specialty 495
- 1954 – Till I Say Well Done / What Can I Do, Specialty 497 (als The Kings)
- 1954 – No One But Me / Eating and Sleeping, Specialty 531
- 1955 – Baby, You Can’t Get Your Gun / Those Lonely, Lonely Nights, Ace 509
- 1955 – My Love Is Strong / Little Girl, Ace 514
- 1955 – Greatfully / Don’t Take It So Hard, King 4780
- 1955 – I Get So Happy / Someone Who Cares, King 4824
- 1956 – They Tell Me / I Call on You, King 4959
- 1956 – It Must Have Been Love / I’ll Take You Back Home, Ace 517
- 1956 – Mother Told Me Not to Go / Is Everything Allright?, Ace 520
- 1957 – Those Lonely, Lonely Feelings / You Can Fly High, Ace 529
- 1958 – I’ll Never Get Tired / Well ’O Well ’O Well ’O Baby, Ace 543
- 1959 – A Weary Silent Night / Everybody’s Carried Away, Ace 564
- 1960 – Don’t You Know You’re Wrong / Buddy, It’s Time to Go, Ace 598
- 1960 – Darling Honey Angel Child / I Can’t Help Myself, Rex 1015
- 1960 – Come On (Let the Good Times Roll) Part 1 / Part 2, Imperial 5713
- 1960 – Love Me Now / The Things That I Used to Do, Imperial 5730
- 1961 – You’re More to Me Than Gold / Come Along With Me, Imperial 5750
- 1961 – You Better Know / Mama and Papa, Imperial 5774
- 1962 – Trick Bag / Always a First Time, Imperial 5811
- 1962 – We Are Just Friends / You’re More to Me Than Gold, Imperial 5858
- 1962 – Tic Tac Toe / A Part of Me, Wand 11230
- 1962 – Mama and Papa / This Is What I Call Living, Wand 11232
- 1965 – Poor Sam, Hot Line 908
- 1967 – Poor Sam / Feeling My Way Around, Checker 1167
- 1972 – Street Parade Part 1 / Part 2, Kansu 101